# Jana Čepelová
Jana Čepelová, née le 29 mai 1993 à Košice, est une joueuse de tennis slovaque, professionnelle depuis 2008.
Sur le circuit WTA, elle parvient, en 2014 en finale du tournoi de Charleston.

## Palmarès

### Titre en simple dames
Aucun

### Finale en simple dames
| No | Date       | Nom et lieu du tournoi        | Catégorie | Dotation  | Surface      | Vainqueure      | Score    |          |
| -- | ---------- | ----------------------------- | --------- | --------- | ------------ | --------------- | -------- | -------- |
| 1  | 31-03-2014 | Family Circle Cup, Charleston | Premier   | 710 000 $ | Terre (ext.) | Andrea Petkovic | 7-5, 6-2 | Parcours |

## Parcours en Grand Chelem

### En simple dames
| Année | Open d'Australie | Open d'Australie  | Internationaux de France | Internationaux de France | Wimbledon       | Wimbledon         | US Open         | US Open            |
| ----- | ---------------- | ----------------- | ------------------------ | ------------------------ | --------------- | ----------------- | --------------- | ------------------ |
| 2012  | Q1               | Olga Savchuk      | Q1                       | Erika Sema               | 3e tour (1/16)  | Victoria Azarenka | Q3              | Nastassja Burnett  |
| 2013  | 2e tour (1/32)   | Yanina Wickmayer  | 2e tour (1/32)           | Angelique Kerber         | 2e tour (1/32)  | Roberta Vinci     | 1er tour (1/64) | Camila Giorgi      |
| 2014  | 1er tour (1/64)  | Bojana Jovanovski | 1er tour (1/64)          | Polona Hercog            | 1er tour (1/64) | Flavia Pennetta   | 2e tour (1/32)  | Simona Halep       |
| 2015  | -                | -                 | Q2                       | Kateryna Bondarenko      | 2e tour (1/32)  | Monica Niculescu  | Q2              | Claire Liu         |
| 2016  | Q2               | Sachia Vickery    | Q2                       | Sorana Cîrstea           | 3e tour (1/16)  | Lucie Šafářová    | Q3              | Barbara Haas       |
| 2017  | 1er tour (1/64)  | Carla Suárez      | 1er tour (1/64)          | Simona Halep             | 1er tour (1/64) | Caroline Garcia   | 1er tour (1/64) | Dominika Cibulková |
| 2018  | 1er tour (1/64)  | Lauren Davis      | —                        | —                        | Q1              | Lizette Cabrera   | —               | —                  |
| 2019  | Q1               | Marta Kostyuk     | —                        | —                        | Q3              | Caty McNally      | 1er tour (1/64) | Hsieh Su-wei       |
| 2020  | Q1               | Kurumi Nara       | Q1                       | Jaqueline Cristian       | Annulé          | Annulé            | —               | —                  |
|       |                  |                   |                          |                          |                 |                   |                 |                    |
| 2023  | —                | —                 | —                        | —                        | Q2              | Laura Siegemund   | Q1              | Elsa Jacquemot     |

N.B. : à droite du résultat se trouve le nom de l'ultime adversaire.

### En double dames
| Année | Open d'Australie | Open d'Australie | Internationaux de France     | Internationaux de France     | Wimbledon                        | Wimbledon                 | US Open                      | US Open                       |
| ----- | ---------------- | ---------------- | ---------------------------- | ---------------------------- | -------------------------------- | ------------------------- | ---------------------------- | ----------------------------- |
| 2013  | -                | -                | 1er tour (1/32) Ka. Plíšková | N. Bratchikova T. Tanasugarn | 2e tour (1/16) O. Kalashnikova   | A. Hlaváčková L. Hradecká | -                            | -                             |
| 2014  | -                | -                | 2e tour (1/16) S. Vögele     | A. Barty C. Dellacqua        | 1er tour (1/32) A.K. Schmiedlová | S. Aoyama R. Voráčová     | 1er tour (1/32) B. Bencic    | A. Pavlyuchenkova L. Šafářová |
| 2015  | -                | -                | -                            | -                            | 1er tour (1/32) S. Vögele        | J. Rae A. Smith           | -                            | -                             |
| 2016  | -                | -                | -                            | -                            | -                                | -                         | -                            | -                             |
| 2017  | -                | -                | 2e tour (1/16) Hsieh s.-w.   | S Kuznetsova K. Mladenovic   | -                                | -                         | 2e tour (1/16) M. Rybáriková | S. Mirza Peng S.              |

Sous le résultat, la partenaire ; à droite, l'ultime équipe adverse.

## Parcours en «Premier Mandatory» et «Premier 5»
Découlant d'une réforme du circuit WTA inaugurée en 2009, les tournois WTA « Premier Mandatory » et « Premier 5 » constituent les catégories d'épreuves les plus prestigieuses, après les quatre levées du Grand Chelem.

### En simple dames
| Année |              | Premier Mandatory           | Premier Mandatory            | Premier Mandatory | Premier Mandatory |       | Premier 5 | Premier 5                   | Premier 5  | Premier 5                    | Premier 5                   | Premier 5 | Premier 5 |
| Année | Indian Wells | Miami                       | Madrid                       | Pékin             |                   | Dubaï | Rome      | Canada                      | Cincinnati |                              | Tokyo                       |           |           |
| Année | Indian Wells | Miami                       | Madrid                       | Pékin             |                   | Doha  | Rome      | Canada                      | Cincinnati |                              | Wuhan                       |           |           |
| Année | Indian Wells | Miami                       | Madrid                       | Pékin             |                   |       | Rome      | Canada                      | Cincinnati |                              |                             |           |           |
| 2012  |              |                             |                              |                   |                   |       |           |                             |            | 2e tour (1/16) S. Errani     |                             |           |           |
| 2013  |              |                             | 1er tour (1/64) F. Schiavone |                   |                   |       |           |                             |            | 1er tour (1/32) D. Cibulková | 1er tour (1/32) V. Williams |           |           |
| 2014  |              | 1er tour (1/64) J. Görges   | 2e tour (1/32) C. Dellacqua  |                   |                   |       |           | 3e tour (1/8) Y. Wickmayer  |            |                              |                             |           |           |
| 2015  |              | 1er tour (1/64) L. Hradecká | 1er tour (1/64) J. Görges    |                   |                   |       |           |                             |            |                              |                             |           |           |
| 2016  |              |                             | 1er tour (1/64) E. Vesnina   |                   |                   |       |           | 1er tour (1/32) J. Janković |            |                              |                             |           |           |
| 2017  |              |                             | 3e tour (1/16) B. Strýcová   |                   |                   |       |           |                             |            |                              |                             |           |           |

Sous le résultat, l’ultime adversaire.

## Parcours en Fed Cup
| #                                                                              | Date       | Lieu       | Surface      | Gagnante(s)                                 | Perdante(s)                          | Score               |          |
|                                                                                |            |            |              |                                             |                                      |                     |          |
| 2011 - 1/4 de finale (groupe mondial) - Slovaquie - République tchèque - 2 : 3 |            |            |              |                                             |                                      |                     |          |
| 1                                                                              | 05/02/2011 | Bratislava | Dur (int.)   | Jana Čepelová                               | Lucie Šafářová                       | 4-6, 7-65, 0-0, ab. | Parcours |
| 1                                                                              | 05/02/2011 | Bratislava | Dur (int.)   | Jana Čepelová Magdaléna Rybáriková          | Květa Peschke Barbora Z. Strýcová    | 6-1, 4-6, 7-64      | Parcours |
|                                                                                |            |            |              |                                             |                                      |                     |          |
| 2012 - 1er tour (groupe mondial II) - Slovaquie - France - 3 : 2               |            |            |              |                                             |                                      |                     |          |
| 2                                                                              | 04/02/2012 | Bratislava | Dur (int.)   | Virginie Razzano Kristina Mladenovic        | Magdaléna Rybáriková Jana Čepelová   | 6-1, 6-2            | Parcours |
|                                                                                |            |            |              |                                             |                                      |                     |          |
| 2013 - 1er tour (groupe mondial) - Serbie - Slovaquie - 2 : 3                  |            |            |              |                                             |                                      |                     |          |
| 3                                                                              | 09/02/2013 | Niš        | Dur (int.)   | Jana Čepelová                               | Bojana Jovanovski                    | 5-7, 7-5, 11-9      | Parcours |
|                                                                                |            |            |              |                                             |                                      |                     |          |
| 2014 - 1er tour (groupe mondial) - Slovaquie - Allemagne - 1 : 3               |            |            |              |                                             |                                      |                     |          |
| 4                                                                              | 08/02/2014 | Bratislava | Dur (int.)   | Jana Čepelová Magdaléna Rybáriková          | Julia Görges Anna-Lena Grönefeld     | 4-6, 6-3, 10-7      | Parcours |
|                                                                                |            |            |              |                                             |                                      |                     |          |
| 2014 - Barrage (groupe mondial I) - Canada - Slovaquie - 3 : 1                 |            |            |              |                                             |                                      |                     |          |
| 5                                                                              | 19/04/2014 | Québec     | Dur (int.)   | Aleksandra Wozniak                          | Jana Čepelová                        | 4-6, 7-5, 7-5       | Parcours |
| 5                                                                              | 19/04/2014 | Québec     | Dur (int.)   | Eugenie Bouchard                            | Jana Čepelová                        | 7-66, 6-3           | Parcours |
|                                                                                |            |            |              |                                             |                                      |                     |          |
| 2015 - Barrage (groupe mondial II) - Slovaquie - Suède - 4 : 0                 |            |            |              |                                             |                                      |                     |          |
| 6                                                                              | 18/04/2015 | Bratislava | Terre (int.) | Jana Čepelová Anna K. Schmiedlová           | Susanne Celik Rebecca Peterson       | 4-6, 6-3, [10-7]    | Parcours |
|                                                                                |            |            |              |                                             |                                      |                     |          |
| 2016 - 1er tour (groupe mondial II) - Slovaquie - Australie - 2 : 3            |            |            |              |                                             |                                      |                     |          |
| 7                                                                              | 06/02/2016 | Bratislava | Dur (int.)   | Samantha Stosur                             | Jana Čepelová                        | 6-3, 6-4            | Parcours |
| 7                                                                              | 06/02/2016 | Bratislava | Dur (int.)   | Casey Dellacqua Samantha Stosur             | Jana Čepelová Daniela Hantuchová     | 5-7, 6-1, 6-2       | Parcours |
|                                                                                |            |            |              |                                             |                                      |                     |          |
| 2016 - Barrage (groupe mondial II) - Slovaquie - Canada - 3 : 2                |            |            |              |                                             |                                      |                     |          |
| 8                                                                              | 16/04/2016 | Bratislava | Terre (int.) | Françoise Abanda                            | Jana Čepelová                        | 7-5, 6-2            | Parcours |
| 8                                                                              | 16/04/2016 | Bratislava | Terre (int.) | Sharon Fichman Charlotte Robillard-Millette | Jana Čepelová Tereza Mihalíková      | 6-3, 0-6, 10-8      | Parcours |
|                                                                                |            |            |              |                                             |                                      |                     |          |
| 2017 - Barrage (groupe mondial I) - Slovaquie - Pays-Bas - 2 : 3               |            |            |              |                                             |                                      |                     |          |
| 9                                                                              | 22/04/2017 | Bratislava | Terre (int.) | Jana Čepelová                               | Richèl Hogenkamp                     | 6-3, 6-2            | Parcours |
| 9                                                                              | 22/04/2017 | Bratislava | Terre (int.) | Kiki Bertens                                | Jana Čepelová                        | 6-3, 6-3            | Parcours |
|                                                                                |            |            |              |                                             |                                      |                     |          |
| 2018 - 1er tour (groupe mondial II) - Slovaquie - Russie : 4 : 1               |            |            |              |                                             |                                      |                     |          |
| 10                                                                             | 10/02/2018 | Bratislava | Dur (int.)   | Jana Čepelová                               | Natalia Vikhlyantseva                | 6-4, 6-4            | Parcours |
| 10                                                                             | 10/02/2018 | Bratislava | Dur (int.)   | Jana Čepelová Anna Karolína Schmiedlová     | Anna Kalinskaya Veronika Kudermetova | 6-3, 6-2            | Parcours |

## Classements WTA en fin de saison
| Année          | 2010 | 2011 | 2012 | 2013 | 2014 | 2015 | 2016 | 2017 | 2018 | 2019 | 2020 | 2021 |
| Rang en simple | 508  | 218  | 107  | 94   | 53   | 143  | 97   | 109  | 179  | 173  | 170  | 369  |
| Rang en double | -    | 278  | 266  | 230  | 256  | 182  | 431  | 264  | -    | -    | 810  | -    |

Source : (en) Classements de Jana Čepelová sur le site officiel de la Fédération internationale de tennis